# Чечеленко, Владислав Александрович
Владисла́в Алекса́ндрович Чечеле́нко (укр. Владислав Олександрович Чечеленко; род. 19 июля 1993, Перещепино) — украинский футболист, нападающий.

## Игровая карьера
Воспитанник днепропетровских школ «Днепр-75» (тренер Мусиенко В. С.), академии ФК «Днепр» (тренер Кузнецов В. И.) и УФК (тренер Шнейдерман Р. Г., Паньков А. Н.).
В начале 2011 года заключил контракт с литовским «Мажейкяй» из одноимённого города. Кроме него в команде играли и другие игроки с Украины: Константин Панин, Виталий Полянский, Сергей Жигалов, Сергей Лендел, Виктор Довбыш, Вадим Антипов и Роман Кисляков. В высшем дивизионе Литвы сыграл 1 матч.
Весной 2012 года перешёл в днепродзержинскую «Сталь». В этой команде провёл весеннюю часть сезона 2011/12 и осеннюю сезона 2012/13 годов, забив в 28 матчах второй лиги 4 гола. Весной 2013 года присоединился к днепропетровскому «Днепру». В молодёжке «днепрян» за полтора сезона сыграл 34 матча, забил 11 голов.
Весной 2015 года заключил контракт с криворожским «Горняком». В составе новичка первой лиги в дебютном сезоне Чечеленко продемонстрировал неплохие качества, но не для форварда на острие, а как для второго нападающего. В итоге основным нападающим заиграл здесь Артём Ситало.